# 科帕拉 (市镇)
科帕拉市镇是墨西哥格雷罗州81个市镇之一，位于该国南部。市镇市政厅位于科帕拉。该市镇总面积为344.4平方公里。2005年，总人口为11896。